# مشاكل الكتف
مشاكل الكتف، بما في ذلك الألم، هي أحد الأسباب الأكثر شيوعًا لزيارات الطبيب لأعراض في العضلات والعظام. الكتف هو المفصل الأكثر حركة في الجسم. لكنه مفصل غير مستقر بسبب ضيق نطاق الحركة الممكنة. يزيد عدم الاستقرار هذا من احتمالية إصابة المفاصل، ما يؤدي غالبًا إلى عملية تنكسية تتخرب فيها الأنسجة وتفقد قدرتها على العمل.
قد يكون ألم الكتف موضعيًا أو قد ينتشر إلى المناطق حول الكتف أو أسفل الذراع. قد تسبب مناطق أخرى داخل الجسم (مثل المرارة أو الكبد أو أمراض القلب أو مرض الفقرات العنقية في الرقبة) ألمًا قد يفسره الدماغ على أنه ناشئ عن الكتف.

## بنية الكتف ووظائفه
يتكون مفصل الكتف من ثلاث عظام: الترقوة (عظم الترقوة) والكتف (عظم الكتف) والعضد (عظم الذراع العلوي). يوجد مفصلان يسهلان حركة الكتف. يقع المفصل الأخرمي الترقوي بين الأخرم (جزء من الكتف يشكل أعلى نقطة في الكتف) والترقوة. المفصل الحقاني العضدي، الذي يشير إليه مصطلح «مفصل الكتف» بشكل عام، هو مفصل كروي حقي يسمح للذراع بالدوران بطريقة دائرية أو الحركة نحو الأعلى بعيدًا عن الجسم. «الكرة» هي الجزء العلوي المستدير من عظم الذراع أو عظم العضد. «الحق»، أو الجوف الحقاني، هو جزء مجوف على الحافة الخارجية للكتف تتوضع فيه الكرة. تصبح حركة الذراع أسهل نتيجة قدرة الكتف على الانزلاق على طول القفص الصدري. المحفظة هي عبارة عن غلاف من الأنسجة الرخوة يحيط بالمفصل الحقاني العضدي. تكون مبطنة بغشاء زليلي رقيق وناعم.
تُثبت عظام الكتف في مكانها بواسطة العضلات والأوتار والأربطة. الأوتار هي حبال قاسية من الأنسجة التي تربط عضلات الكتف بالعظم وتساعد العضلات في تحريك الكتف. تربط الأربطة عظام الكتف ببعضها البعض، ما يوفر الاستقرار. على سبيل المثال، يُثبت الجزء الأمامي من المحفظة المفصلية بواسطة ثلاثة أربطة حقانية عضدية.
الكفة المدورة هي بنية تتكون من أوتار تثبت مع العضلات المرتبطة بها الكرة في الجزء العلوي من عظم العضد في الجوف الحقاني وتؤمن الحركة والقوة لمفصل الكتف.
تسمح أربعة بنى شبيهة بالأكياس الرقيقة تسمى الجرابات بالانزلاق السلس بين العظام والعضلات والأوتار. فهي تسند وتحمي الكفة المدورة من القوس العظمي للأخرم.

## الخلع

### الوصف
مفصل الكتف هو المفصل الرئيسي الأكثر تعرضًا للخلع في الجسم. في الحالة النموذجية للكتف المخلوع، تسحب قوة شديدة الكتف إلى الخارج أو يسبب الدوران المفرط للمفصل إبراز كرة عظم العضد من الجوف الحقي للكتف. يحدث الخلع بشكل شائع عندما يكون هناك سحب خلفي للذراع وتكون العضلات غير مستعدة للمقاومة أو يسبب إرهاق هذه العضلات. عندما يتعرض الكتف للخلع بشكل متكرر، يشار إلى الحالة باسم عدم استقرار الكتف. يسمى الخلع الذي يكون عظم الذراع فيه موجود جزئيًا داخل الجوف الحقاني وموجود جزئيًا خارجه خلع جزئي. في المجتمع الطبي، يشار إلى الخلع عادةً باسم الانخلاع.

### العلامات والتشخيص
تكون تقريبًا جميع حالات خلع الكتف نحو الأسفل، و95% منها نحو الأمام. سريريًا، يُشار إلى هذه الحالة باسم خلع أمامي في المفصل الحقاني العضدي. لا تظهر الذراع فقط خارج موقعها عندما يحدث خلع في الكتف، بل ويسبب الخلع ألمًا. قد تزيد التقلصات العضلية من شدة الألم. يظهر التورم والكدمات بشكل طبيعي، وفي بعض الحالات قد يحدث خدر وضعف في العضلات. تشمل المشاكل التي تظهر في الكتف المخلوع تمزق في الأربطة أو الأوتار التي تعزز محفظة المفصل، وبشكل أقل شيوعًا، تلف الأعصاب. يشخص الأطباء عادةً الاضطراب عن طريق الفحص البدني، لكن يلجؤون للتصوير بالأشعة السينية لتأكيد التشخيص واستبعاد الكسور والمضاعفات الأخرى. يُجرى أيضًا التصوير بالأشعة السينية بعد إعادة الكتف المخلوع إلى مكانه للتأكد من أنه في المكان الصحيح.

### العلاج
يعالج الأطباء الخلع عن طريق إعادة رأس عظم العضد إلى تجويف المفصل (الحفرة الحقانية) للكتف -وهو إجراء يسمى التلاعب والاختزال. عادةً ما يتبع ذلك تصوير بالأشعة السينية للتأكد من أن الاختزال لم يكسر العظام المحيطة. ثم تُثبت الذراع في حمالة أو جهاز يسمى مثبت الكتف لعدة أيام. يوصي الطبيب عادةً بإراحة الكتف ووضع الثلج ثلاث أو أربع مرات في اليوم. بعد السيطرة على الألم والتورم، يدخل المريض في برنامج إعادة تأهيل الذي يتضمن تمارين لاستعادة نطاق حركة الكتف وتقوية العضلات لمنع الاضطرابات المستقبلية. قد تتراوح هذه التمارين من الحركة البسيطة إلى حمل الأوزان.
بعد العلاج والتعافي، قد يظل الكتف المخلوع سابقًا أكثر عرضة للإصابة مرة أخرى، خاصةً لدى الأفراد النشطين. تتمدد الأربطة وقد تتمزق بسبب الخلع. يمكن أن تؤدي الأربطة الممزقة والمشاكل الأخرى الناتجة عن الخلع إلى زيادة احتمال حدوث خلع متكرر. قد يتطلب الكتف الذي يتعرض لخلع شديد أو متكرر، مسببًا إصابة الأنسجة أو الأعصاب المحيطة، جراحة لإصلاح الأجزاء التالفة من الكتف.
في بعض الأحيان، يجري الطبيب عملية جراحية من خلال إحداث شق صغير يُدخل فيه منظار صغير (منظار المفاصل) لمراقبة الجزء الداخلي من المفصل. بعد هذا الإجراء، الذي يسمى جراحة تنظير المفصل، يُدعم الكتف باستخدام معلاق لمدة ثلاثة إلى ستة أسابيع، في حين يستغرق الشفاء التام، الذي يشمل العلاج الفيزيائي، عدة أشهر. تعد تقنيات التنظير المفصلي للكتف جديدة نسبيًا ويفضل العديد من الجراحين إصلاح الكتف المخلوع باستمرار عن طريق الجراحة المفتوحة المُجربة سابقًا تحت الرؤية المباشرة. عادةً ما تقل احتمالية تكرار الخلع بالإضافة إلى تحسن الحركة بعد الجراحة المفتوحة، لكن قد يستغرق الأمر بعض الوقت لاستعادة الحركة.

## الانفصال

### الوصف
يحدث انفصال الكتف عند نقطة التقاء عظم الترقوة بعظم الكتف. عندما تتمزق الأربطة التي تمسك المفصل الأخرمي الترقوي جزئيًا أو كليًا، قد ينزلق الطرف الخارجي للترقوة من مكانه، ما يمنعها من الالتقاء بعظم الكتف بشكل مناسب. غالبًا ما تكون الإصابة ناتجة عن ضربة في الكتف أو السقوط على يد ممدودة. بعد الإصابة، يصعُب إجراء دوران للذراع بمقدار 180 درجة.

### العلامات والتشخيص
يعد ألم الكتف أو المضض، وأحيانًا، نتوء في منتصف الجزء العلوي من الكتف (فوق المفصل الأخرمي الترقوي) علامات على حدوث انفصال. يمكن في بعض الحالات الكشف عن شدة الانفصال عن طريق التصوير بالأشعة السينية أثناء حمل المريض لوزن خفيف يسحب العضلات، ما يجعل الانفصال أكثر وضوحًا.